# Michel Barnier
Michel Barnier (La Tronche, 9 de enero de 1951) es un político francés del ámbito nacional y europeo, fue comisario de la Comisión Europea y ministro del gobierno francés sucesivas veces. Desde julio de 2016 fue el jefe de negociaciones de la Comisión Europea con el Reino Unido sobre su separación de la Unión Europea (Brexit), amparada por el artículo 50 del Tratado de la Unión (TUE).
El 5 de septiembre de 2024, el presidente Emmanuel Macron le encargó formar gobierno. Apenas tres meses después, el 2 de diciembre de 2024, Barnier invocó el artículo 49.3 de la Constitución francesa para adoptar el presupuesto de la Seguridad Social para 2025 sin someterlo a votación parlamentaria de la Asamblea Nacional. La decisión se produjo después de que fracasaran varias concesiones de último momento para encontrar un compromiso, lo que llevó tanto al Nuevo Frente Popular como a la Agrupación Nacional a presentar mociones de censura contra su gobierno. El 4 de diciembre, una mayoría de diputados votó para derrocar al gobierno de Barnier, que se convirtió en el primero en perder una moción de censura desde la de Georges Pompidou en 1962.

## Biografía
Nació el 9 de enero de 1951 en La Tronche, departamento de Isère. Desde los 14 años, milita en el movimiento gaullista.

## Trayectoria política

### En Francia
Inicia su carrera política en Saboya, como consejero departamental, cargo denominado anteriormente consejero general, en el cantón de Bourg-Saint-Maurice, de 1973 a 1999.
Ejerció de ministro de Asuntos Exteriores de Francia entre 2004 y 2005. En octubre de 2004 tomó parte de la firma del Tratado por el que se establece una Constitución para Europa junto a Jacques Chirac. Entre 2007 y 2009 fue ministro de Agricultura de Francia.

### En la Unión Europea
Entre 1999 y 2004, Barnier fue miembro de la Comisión Prodi donde se encargó de la política regional y reforma de las instituciones sustituyendo en ese cargo a Monika Wulf-Mathies. 
Barnier, que se presentó como cabeza de lista en la circunscripción electoral de Isla de Francia por la UMP en las elecciones al Parlamento europeo de 2009, ejerció de eurodiputado entre 2009 y 2010, y posteriormente desempeñaría el cargo de comisario europeo de Mercado Interior y Servicios entre 2010 y 2014.

##### Negociaciones Reino Unido-Unión Europea

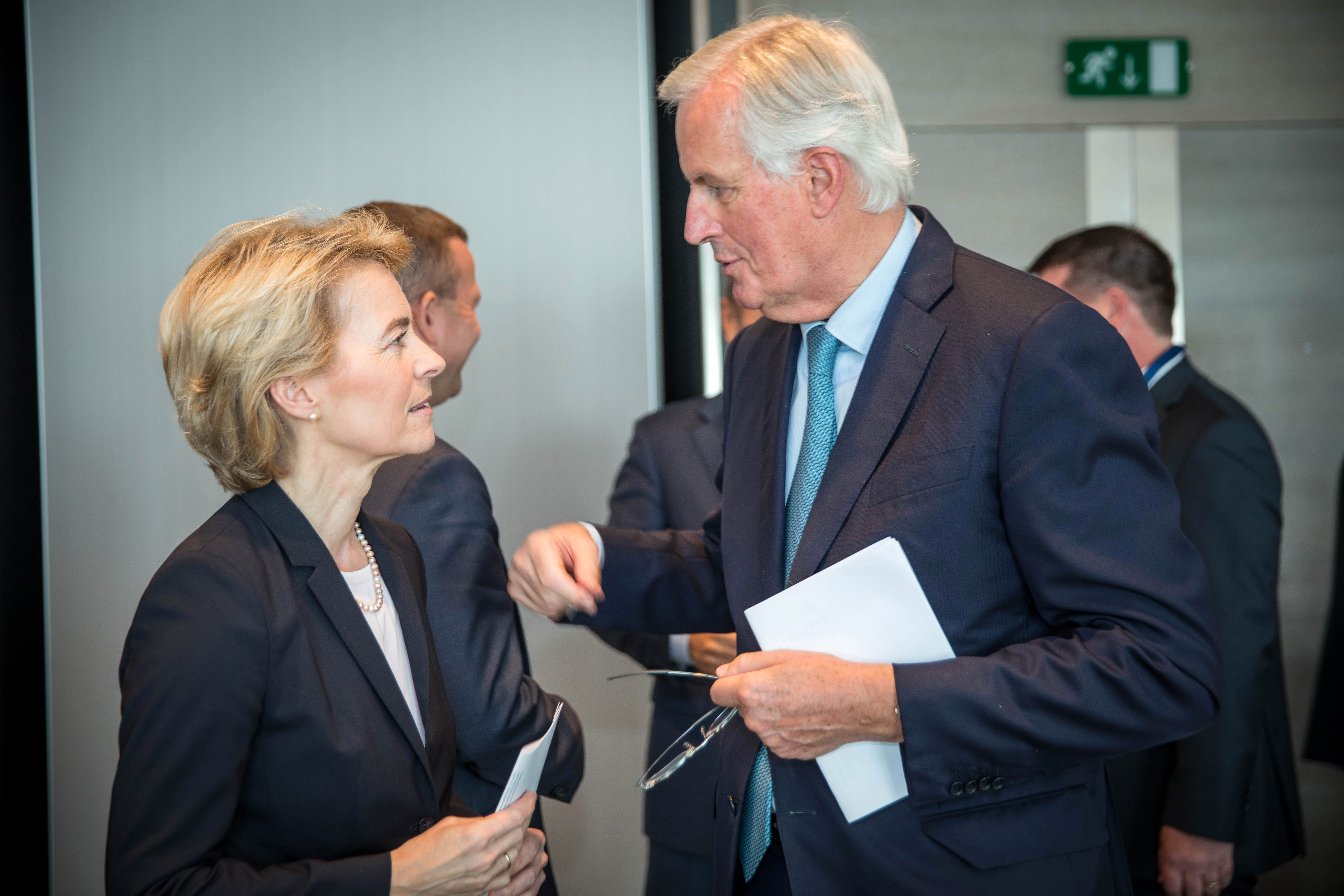
La presidenta de la comisión (2019-2024) Ursula von der Leyen y Michel Barnier en 2019.

#### Brexit

##### Referéndum sobre la permanencia del Reino Unido en la Unión Europea
El 23 de junio de 2016 se celebró en el Reino Unido y en Gibraltar un referéndum sobre la pertenencia del Reino Unido a la Unión Europea. En la consulta, una mayoría de votantes decidió que el Reino Unido debía retirarse de la UE. Y es que la pertenencia británica en la Unión Europea había sido un asunto controvertido desde que el país se integró en la Comunidad Económica Europea en 1973, con debates recurrentes sobre la salida del Reino Unido de la Unión Europea (llamado comúnmente Brexit) desde entonces.

## Posiciones políticas
En concreto, quiere una moratoria de tres a cinco años sobre la inmigración en la Unión Europea para poder estudiar los problemas asociados a la inmigración en Francia. Aboga por una "soberanía jurídica" para Francia, un "escudo constitucional" temporal en materia migratoria, para evitar que los dirigentes franceses se vean "permanentemente amenazados por una sentencia o una condena del Tribunal de Justicia de las Comunidades Europeas o del Convenio de Derechos Humanos, o por una interpretación de nuestra propia institución judicial", lo que según Le Monde constituye un desafío a los fundamentos de la Unión Europea. Sobre la inmigración, dijo que "si no cambiamos nada, habrá otro Brexit". Propone "detener inmediatamente las regularizaciones, limitar rigurosamente la reagrupación familiar, reducir la acogida de estudiantes extranjeros y la ejecución sistemática de la doble pena". 
En materia económica, quiere elevar la edad de jubilación de 62 a 65 años, aumentar la jornada laboral semanal y crear un sistema único de ayudas sociales que sustituya a las prestaciones sociales y las condicione a la disponibilidad del beneficiario, en particular para "realizar actividades útiles para la comunidad o en el ámbito empresarial".
Michel Barnier siempre ha querido un enfoque pragmático hacia los países africanos, un enfoque que controle entre la inmigración y el desarrollo en los países de origen. Michel Barnier propone un plan Marshall para los países africanos, abogando por una asociación respetuosa e intereses compartidos.